# 阳泉新型城轨
阳泉新型城轨又名阳泉新型城市轨道交通、阳泉空中巴士快速公交系统、阳泉空中巴士轨道交通，为中华人民共和国山西省阳泉市于2020年列入中华人民共和国交通强国的“绿色出行”系统工程。

## 历史
2020年3月，阳泉交通运输十四五发展规划及阳泉市交通强国试点方案磋商公告发布，内含研究“空中巴士快速公交系统”。2020年9月，阳泉新型城轨交通招标公告发布。10月，阳泉政府提出谋划新型城市轨道交通以将市区公共交通由平面交通转化为立体交通，同月，中铁六院中标阳泉新型城轨前期项目。11月12日，阳泉政府透露新型城轨项目已列入交通强国试点，正对云巴空铁等在内多种制式进行比选。11月24日，阳泉市李文兵副市长主持召开新型城轨交通项目前期工作部署推进会。同月，阳泉日报和阳泉政府透露交通强国试点项目获交通运输部批复同意，内含新型城轨。2020年12月4日，交通运输部关于山西省开展交通运输与旅游融合发展等交通强国建设试点工作的意见正式公开，内含阳泉市建设“空中巴士”快速公交主干系统，沿桃河两岸规划建设空中巴士轨道交通。